# フェリシアーノ・リビジャ
フェリシアーノ・ムニョス・リビジャ（Feliciano Muñoz Rivilla、1936年8月21日 - 2017年11月6日）は、スペイン・アビラ出身の元同国代表サッカー選手。ポジションはDF。
キャリア16シーズンのほとんどがアトレティコ・マドリードでのシーズンであり、1965-66シーズンにはラ・リーガ優勝を果たすなど公式戦356試合に出場して7得点を記録した。
1960年代のスペイン代表に選出されており、2度のFIFAワールドカップと1964 欧州ネイションズカップに出場した。

## クラブ経歴
カスティーリャ・イ・レオン州のアビラに生まれ、17歳のときにレアル・アビラCFでキャリアをスタートさせ、1953年にレアル・ムルシアへと移籍した。1953-54シーズン終了後、アトレティコ・マドリードへ完全移籍し、移籍後3シーズンはプルス・ウルトラとラージョ・バジェカーノへレンタル移籍した。両クラブともマドリードに拠点置くクラブであり、前者のプルス・ウルトラではFWとしてプレーし、リーグ戦で14得点を挙げた。
1958-59シーズンからアトレティコ・マドリードへ復帰し、1958年9月21日、バレンシアCFとの試合でトップリーグデビューを果たした。アトレティコ・マドリードでの初ゴールは翌年2月1日のセビージャFC戦。
アトレティコ復帰後は本来のポジションである右サイドバックでプレーし、復帰後2シーズン目からレギュラーに定着した。1961-62シーズンはUEFAカップウィナーズカップの優勝メンバーとして同大会の全試合となる9試合に出場し、クラブ史上初の国際大会優勝に貢献した。
1969年9月、ペレ擁するサントスFCとのチャリティーマッチに出場した後に32歳での現役引退を発表した。現役引退後は家電製品のセールスマンとして働きながらアトレティコの退役軍人協会の会長を務めた。

## 代表経歴
1960年7月10日、ペルー代表との親善試合でスペイン代表デビューを果たして以降、5年間で26キャップを稼いだ。1962 FIFAワールドカップでは足の骨折により1試合のみの出場に終わったが、自国開催の1964 欧州ネイションズカップでは全試合に出場してスペイン代表の優勝に貢献した。
1966年には、1966 FIFAワールドカップのメンバーにも選出されたが、出番はなかった。また、U-21スペイン代表としても1試合に出場した。

## 人物
2017年11月6日、マドリードにて81歳で死去した。
孫のアルバロ・ムニョスはバスケットボール選手。

## タイトル

### クラブ
アトレティコ・マドリード
- ラ・リーガ : 1回 (1965-66)
- コパ・デル・ヘネラリシモ : 3回 (1959-60, 1960-61, 1964-65)
- UEFAカップウィナーズカップ : 1回 (1961-62)

### 代表
スペイン代表
- UEFA欧州選手権 : 1回 (1964)